# Daniel Shays
Daniel Shays (né vers 1747 - 29 septembre 1825 à Sparta) connu pour son rôle de meneur dans la révolte des paysans endettés contre le gouvernement du Massachusetts en 1786 et 1787, dite Révolte de Shays.

## Biographie
D'ascendance irlandaise, il est né vers 1747 à Hopkinton dans le Massachusetts. Il épouse Abigail en 1772. Quand éclate la guerre d'indépendance, il est ouvrier agricole dans l'ouest du Massachusetts. Il s'engage  dans les troupes révolutionnaires dès 1775. Il s'enrôle dans l'Armée Continentale et sert dans le 5e régiment du Massachusetts . Il prend part à la bataille de Bunker Hill. Ayant rapidement accédé au grade de sergent, il finit la guerre avec le grade de capitaine. Après sa démobilisation en 1780, il regagne ses foyers dans le comté de Hampshire où il reprend une activité agricole. Il doit attendre longtemps le versement de sa solde.  Mais très vite ses dettes augmentent. L'amertume d'avoir combattu pour une république qui ne lui donne rien grandit. Il se porte à la tête d'un petit groupe de révoltés en 1787. Il est alors âgé de 39 ans.
Lors de la Révolte de Shays il rassembla des artisans, des fermiers mais aussi des gentlemen opposés aux marchands de l'état. Il finit par s'enfuir après l'échec de Petersham.